# Calycophyllum intonsum
Calycophyllum intonsum är en måreväxtart som beskrevs av Julian Alfred Steyermark. Calycophyllum intonsum ingår i släktet Calycophyllum och familjen måreväxter. Inga underarter finns listade i Catalogue of Life.